# 女大生宿舍
《女大生宿舍》（英語：Girls Dormitory），2017年台灣偶像劇。由王思平、趙静儀、吳子霏、曹婕妤、林甜甜、各務孝太領銜主演，於2017年7月21日開鏡，於2017年8月3日中午12:00在酷瞧首播，共8集。

## 播出時間

### 首播
| 頻道 | 所在地 | 播映日期     | 播出時間            |
| ---- | ------ | ------------ | ------------------- |
| 酷瞧 | 臺灣   | 2017年8月3日 | 每週四、五中午12:00 |

## 劇情大綱
構想從「男生完全禁區」而來，故事描述五位來自不同科系女大生的日常面貌，加上一位校園帥哥，引發男生、女生之間的發燒話題，關於那些女子宿舍不能說的秘密。
校園裡號稱顏值最高的女生宿舍 -「305寢室」，來自不同科系的五個女生，還是不同星象的難纏星座代表，看來不是吵，就是各自互婊。寢室很亂倒是稀鬆平常不見怪。五人約定今年夏天要美美der去海邊，沒想到！寢室裡最宅的林甜甜（對！就是那個唯一有男友的人）發現男友好像變心了，五人開始策劃今夏最驚（ㄏㄨ ˊ）悚（ㄋㄠ ˋ）的抓姦計畫....

## 演員列表

### 主要演員
| 演員     | 角色     | 介紹 |
| 王思平   | 思平     | 28歲，心理系大三，英文名Ashley 美麗帶著知性、性感又不失神秘的水象天蠍。 話少卻總是戳中要害，五專畢業後在職場待了幾年，決定返回校園充實自我外表看似冰冷，卻有一顆熾熱的心，不斷追求著物慾與情慾。                                                                                                |
| 趙静儀   | 妞妞     | 22歲，法律系大四 積極、熱情、充滿行動力的火象射手，凡事都要先計畫，古靈精怪的鬼點子、小聰明特別多，愛鑽漏洞卻又挖洞給別人跳、或是藉機佔便宜，而且永遠都有一套合理化的說辭，因此常惹得子霏不開心。熱愛運動、上健身房，並嚴格管控飲食以保持身材，因為是學姐的身份，是宿舍中唯一擁有獨立床位的人。 |
| 吳子霏   | 子霏     | 22歲，會計系大三 挑剔龜毛又很愛念的土象處女。305宿舍舍長，精打細算、個性拘謹、凡事一板一眼、很有耐心，若是帳目有所出入無法平衡，即使只差一塊錢，也無論如何都要找出原因，所以也是305宿舍的財務大臣。                                                                                             |
| 曹婕妤   | 婕妤     | 19歲，中文系大一 擁有空靈飄逸的氣質與火象牡羊座性格行程極大的反差，是始終覺得自己是個仙女，看似靈氣聰穎，但講話與動作總是慢半拍，對感情無欲，只對各書法字體跟小說有感覺，是個愛喝酒的女孩。 |
| 林甜甜   | 甜甜     | 20歲，資工系大二 過度浪漫、不切實際的水象雙魚。資工系但不會用電腦，平常除了上課外，沒事就上網追劇、團購、逛批踢踢、玩線上遊戲、手遊…但也是宿舍裡唯一有男友的人，對男友極度火爆。 |
| 各務孝太 | 各務孝太 | 20歲，體育系大二，日籍留學生 常常在運動完穿著背心或打赤膊開直播教大家作一些簡單的料理，因此在學校裡擁有高人氣，是公認的體育系草。雖然備受女同學歡迎，但他感情專一，常會帶著自己做的料理或是排隊美食送去女生宿舍給林甜甜，羨煞不少愛慕他的女大生。                                               |

### 特別演出
| 演員   | 角色           | 介紹       |
| 徐韜   | 健身房的小鮮肉 |            |
| 張珀榕 |                |            |
| 沈玉琳 | 曹智白         | 婕妤的爸爸 |
|        |                |            |

## 外部連結
- 女大生宿舍的Facebook專頁